# Rosa mística (obra)
Rosa mística és una obra del poeta i sacerdot Camil Geis i Parragueras, editada a l'agost de 1942. Va ser la primera obra en català publicada legalment després de la Guerra Civil Espanyola. Es tracta d'un recull de poesies de l'autor. S'edità a la impremta del sabadellenc Joan Sallent, amb dibuixos de Joan Vilacasas. Va poder esquivar la censura gràcies al fet que les poesies eren de caràcter religiós i que el títol tant es podia llegir en català com en castellà.